# Army Dreamers
Army Dreamers ist ein Song der britischen Sängerin Kate Bush aus dem Jahr 1980. Er ist die dritte Singleauskopplung ihres dritten Studioalbums Never for Ever und erreichte eine Top-20-Platzierung im Vereinigten Königreich. In dem Antikriegslied betrauert eine Mutter ihren gefallenen Sohn und fragt sich, was aus ihm hätte werden können.

## Text und Musik
Über das British Forces Post Office (B. F. P. O.) erhält eine Mutter die Nachricht, dass ihr Sohn („Mammy’s hero“ – „Mamas Held“) von einem Einsatz der britischen Armee heimkehrt: tot, in einem mit Blumen dekorierten Sarg, der von vier uniformierten Soldaten getragen wird. Sie fragt sich, was er hätte werden sollen: ein Rockstar, doch ihm fehlte das Geld für eine Gitarre, ein Politiker, doch er hatte niemals eine ordentliche Ausbildung, ein Vater, doch er wurde nicht mal 20 Jahre alt.
Die Struktur des Liedes ist einfach und kindlich. Es erinnert an ein Wiegenlied, das eine Mutter ihrem Kind singt, einem Sohn, der inzwischen ein toter Soldat ist. Bushs Stimme ist so hoch und leicht, dass man sie als „zuckersüß“ beschreiben kann. Sie singt den Song mit leicht irischem Akzent, womit sie an die irische Tradition des Geschichtenerzählens anknüpfen wollte: „Ein irischer Akzent vermittelt eine gewisse Verletzlichkeit und wirkt poetisch. Und so kommt der Song dann auch anders rüber“. Der Irland-Bezug verweist aber auch auf den Nordirlandkonflikt, der für Bush mit ihrer halb englischen, halb irischen Herkunft eine besondere Bedeutung hatte.
Der Dreivierteltakt eines Walzers bildet einen kompositorischen Kontrapunkt zur militärischen Thematik. Das Stück steht in h-Moll, laut Ludwig van Beethoven eine „schwarze Tonart“, wechselt jedoch bei den Wunschvorstellungen über die Zukunft des Toten immer wieder in die Paralleltonart D-Dur, laut Johann Mattheson eine Tonart für die „lustigen / kriegerischen / und auffmunternden Sachen“. Eine einfache Melodie auf der Gitarre aus zweimal vier Tönen, die an ein Glockenspiel erinnert, begleitet das Lied ebenso wie die regelmäßig wiederholten Samples von Gewehren beim Ladevorgang und militärischen Kommandos. Die von Kates älterem Bruder John bedienten Pistolen und Gewehre unterlegen den Song mit einer bedrohlich wirkenden Perkussion.

## Hintergrund
Anders als Bushs vorige Alben wurden die Lieder auf Never for Ever teilweise im Studio komponiert. Army Dreamers ist nach ihrer Aussage das erste Lied, das sie vollständig im Studio geschrieben hat. Breathing und Army Dreamers wurden von Rezensenten als die ersten offen politischen Lieder in Bushs Œuvre gewertet. Allerdings betonte sie, dass sie eine politische Botschaft auch emotional berühren müsse, sonst könne sie darüber nicht schreiben. An anderer Stelle stellte Bush klar, dass sie nicht die Armee als solche kritisiere, sondern dass junge Menschen ohne Ausbildung keine andere gesellschaftliche Perspektive hätten, als ohne innere Überzeugung zum Militär zu gehen.
Army Dreamers blieb als Antikriegslied über den Bezug zum Nordirlandkonflikt hinaus aktuell. So lebte es in der britischen Öffentlichkeit 1982 als Kommentar zum Falklandkrieg neu auf, und 1991 stand es während des Zweiten Golfkriegs auf der Liste der Lieder, die von der BBC aus politischen Gründen nicht ausgestrahlt wurden. Im Jahr 2022 urteilte Lukas Rein im Musikexpress: „Ein Song, der leider immer relevant sein wird.“

## Musikvideo
Das Video zu Army Dreamers wurde auf dem Anwesen von Bushs Eltern gedreht. Bush selbst, ihre Musiker und einige Freunde verkleideten sich als Soldaten, nachdem sie zuvor Uniformen und Spielzeuggewehre gekauft hatten. John Carder Bush bezeichnete das Ergebnis als Beschwörung einer unbeschwerten Vergangenheit: Kate als Pin-up-Girl in Second-Hand-Armeeklamotten. Sie spielte selbst den Protagonisten, der mit weit aufgerissenen Augen in die Schlacht stolpert. Ron Moy kritisiert die Amateurhaftigkeit des Videos, auch wenn sie zu dem naiven Szenario des Liedes über einen Kindersoldaten passe, und Bushs übertrieben theatralische Darstellung mit Schmollmund und Starren in die Kamera. Diese sah Army Dreamers 1980 in einem Interview jedoch als ihr bis dato künstlerisch bestes Video an, „so nahe, wie ich an ein kleines Stück Film herangekommen bin.“

## Kommerzieller Erfolg

### Chartplatzierungen
| ChartsChartplatzierungen     | Höchstplatzierung | Wochen |
| ---------------------------- | ----------------- | ------ |
| Vereinigtes Königreich (OCC) | 16 (9 Wo.)        | 9      |

### Auszeichnungen für Musikverkäufe
| Land/Region                  | Auszeichnungen für Musikverkäufe (Land/Region, Auszeichnung, Verkäufe) | Verkäufe |
| ---------------------------- | ---------------------------------------------------------------------- | -------- |
| Vereinigtes Königreich (BPI) | Silber                                                                 | 200.000  |
| Insgesamt                    | 1× Silber ·                                                            | 200.000  |